# Chopinstraat
Chopinstraat is een straat in Amsterdam-Zuid, Apollobuurt.

## Geschiedenis en ligging
De straat, ongeveer 125 meter lang, werd driemaal gedefinieerd. Op 16 februari 1927 kreeg ze haar naam, een vernoeming naar componist en pianist Frédéric Chopin. In december 1927 en mei 1929 besprak de gemeenteraad van Amsterdam de straat opnieuw. De straat is ingebed in Plan Zuid van Hendrik Petrus Berlage. De straat begint aan het Bachplein. Ze loopt vervolgens naar het westen, krijgt halverwege een knik en eindigt op de Schubertstraat. Zoals uit de straatnamen blijkt zijn meerdere straten hier vernoemd naar componisten.

## Gebouwen
De straat heeft nummering oplopend van 1 tot en met 31, maar huisnummer 12 draagt het hoogste nummer aan de even zijde. Dit wordt veroorzaakt door de achterzijde van het Hervormd Lyceum Zuid (ingang Brahmsstraat), die minstens de helft van de gevelwand aan de even zijde bepaalt. Er zijn voor de woningen drie architecten ingeschakeld:
- Albert Jan Kramer voor de huisnummer 2 tot en met 12, dat aansluit op de bebouwing aan het Bachplein
- de vrijwel onbekende K de Wolff voor de huisnummers 1 tot en met 15, eveneens aangesloten op bebouwing aan het Bachplein
- Jouke Zietsma voor de huisnummer 17 tot en met 31, dat aansluit op de bebouwing aan de Schubertstraat; woningen 29 en 31 stonden te koop in september 1931[1].

Alle drie bedienden zich van varianten binnen de stijl van de Amsterdamse School. Op nummer 31 woonde vanaf 1986 enige jaren de dirigent Hartmut Haenchen.

## Kunst
De korte straat biedt nauwelijks mogelijkheden tot plaatsing van artistieke kunstwerken. Op het terrein van het Hervormd Lyceum Zuid staat Quint uit 2006 van Ewerdt Hilgemann, maar is vanuit de Chopinstraat nauwelijks zichtbaar door heggen. 
Op huisnummer 31 zijn twee gevelstenen geplaatst, Aan de zijde van de Schubertstraat is een afbeelding te zien van de Erlkönig, een verwijzing naar het gelijknamige lied van Franz Schubert, aldus Haenchen, geholpen door het notenschrift onder aan de steen. De tweede aan de zijde van de Chopinstraat staat bekend als Loreley, dat een verwijzing zou zijn naar de legende van Loreley, dat Chopin verwerkt zou hebben in zijn Ballade nr. 3 van Chopin.
Haenchen hield het in 1996 op de Barcarolle opus 60 van Chopin, (maar Haenchen was geen liefhebber van diens muziek), anderen verwezen naar het verhaal over Ondine. Beide stenen zijn er in de jaren dertig geplaatst door een van de eerste bewoners. De eerste bewoner was August Hilckemann, die een elektrotechnisch bedrijf runde; eind jaren dertig woonde in wat toen 'Huize Hilckemann' werd genoemd een hoofdonderwijzer genaamd F.U. Schmidt. 

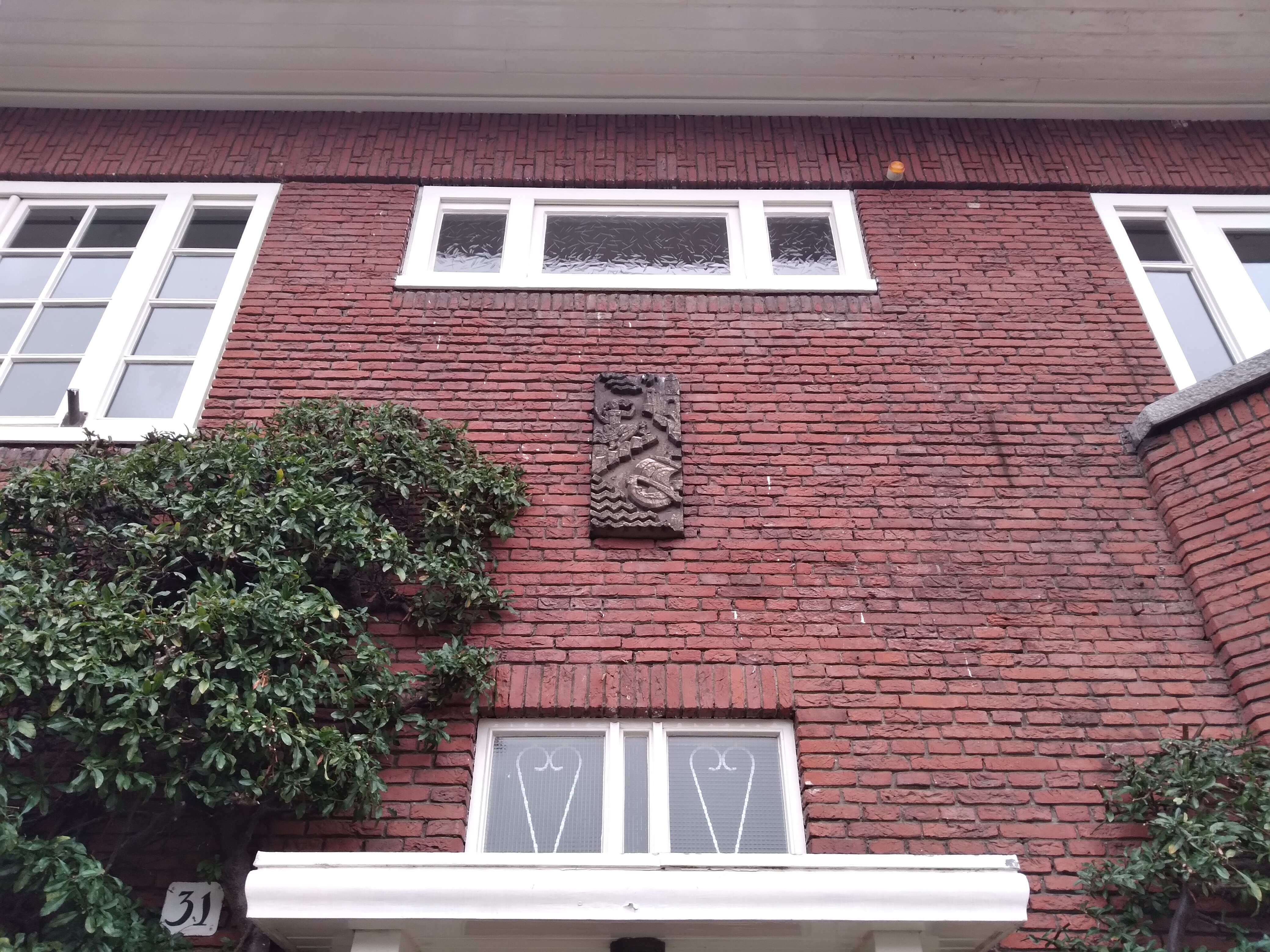
Gevelsteen Loreley (januari 2021)

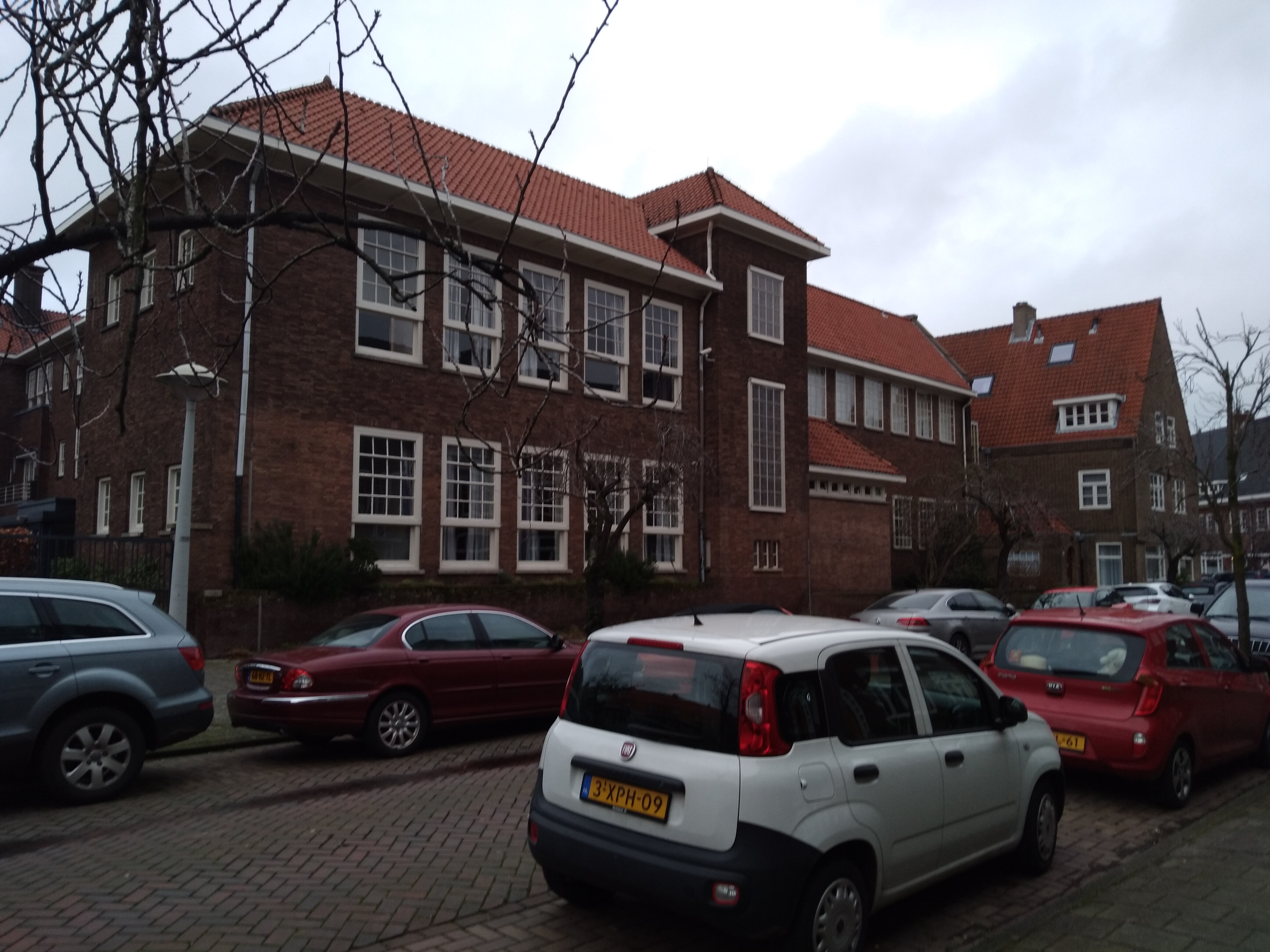
Hervormd Lyceum aan Chopinstraat (januari 2021)